# Litouwen op het Junior Eurovisiesongfestival
Litouwen nam tussen 2007 en 2011 vier keer deel aan het Junior Eurovisiesongfestival.

## Geschiedenis
Litouwen debuteerde op het Junior Eurovisiesongfestival in 2007. De eerste deelnemer voor het land werd Lina Joy, die met haar liedje Kai miestas snaudžia op de dertiende plaats eindigde. De inzending kreeg 33 punten, waarvan er acht afkomstig waren uit Georgië.
In 2008 werd Litouwen vertegenwoordigd door Eglė Jurgaitytė. Zij trad in Cyprus aan met het liedje Laiminga diena en behaalde met 103 punten de derde plaats. Hiermee boekte Litouwen zijn beste resultaat op het Junior Eurovisiesongfestival. Ook op het grote Eurovisiesongfestival heeft het land nog nooit zo'n hoge klassering behaald.
Litouwen nam om financiële redenen niet deel aan het Junior Eurovisiesongfestival 2009 in Kiev, maar keerde in 2010 terug naar het festival. Het land werd dat jaar vertegenwoordigd door Nojus Bartaška, oftewel Bartas. Met zijn lied Oki doki bemachtigde hij de zesde plaats. Ook in 2011 eindigde Litouwen in de top 10 met de deelname van Paulina Skrabyte.
In 2012 besloot Litouwen zich terug te trekken van het Junior Eurovisiesongfestival. De omroep LRT gaf aan zich dat jaar te willen concentreren op andere evenementen, met name de Olympische Zomerspelen en het EK voetbal. Een toekomstige terugkeer werd niet uitgesloten, maar sindsdien is Litouwen niet meer op het festival verschenen.

## Litouwse deelnames
| Jaar | Artiest          | Lied                 | Plaats | Punten | Taal    |
| ---- | ---------------- | -------------------- | ------ | ------ | ------- |
| 2007 | Lina Joy         | Kai miestas snaudžia | 13     | 33     | Litouws |
| 2008 | Eglė Jurgaitytė  | Laiminga diena       | 3      | 103    | Litouws |
| 2010 | Bartas           | Oki doki             | 6      | 67     | Litouws |
| 2011 | Paulina Skrabytė | Debesys              | 10     | 53     | Litouws |

| Kleur | Betekenis      |
| ----- | -------------- |
|       | Eerste plaats  |
|       | Tweede plaats  |
|       | Derde plaats   |
|       | Laatste plaats |
|       | Gastland       |

## Gegeven en gekregen punten
| Plaats | Land        | Punten |
| ------ | ----------- | ------ |
| 1      | Georgië     | 46     |
| 2      | Rusland     | 32     |
| 3      | Wit-Rusland | 27     |
| 4      | Oekraïne    | 18     |
| 5      | Zweden      | 16     |

| Plaats | Land            | Punten |
| ------ | --------------- | ------ |
| 1      | Georgië         | 40     |
| 2      | Noord-Macedonië | 24     |
| 3      | Servië          | 19     |
| 4      | Wit-Rusland     | 17     |
| 5      | Rusland         | 15     |

## Twaalf punten
(Een vetgedrukte editie betekent dat het land die editie won.)
| Aantal | Land        | Edities          |
| ------ | ----------- | ---------------- |
| 3      | Georgië     | 2008, 2010, 2011 |
| 1      | Wit-Rusland | 2007             |

| Aantal | Land    | Edities |
| ------ | ------- | ------- |
| 1      | Georgië | 2011    |
| 1      | Servië  | 2008    |

2007 · 2008 · 2009 · 2010 · 2011 · 2012-2024